# Cirsium durangense
Cirsium durangense là một loài thực vật có hoa trong họ Cúc. Loài này được (Greenm.) G.B.Ownbey mô tả khoa học đầu tiên năm 1968.